# Bălănești (okręg Buzău)
Bălănești – wieś w Rumunii, w okręgu Buzău, w gminie Costești. W 2011 roku liczyła 336 mieszkańców.